# Expressway 171 (Südkorea)
Der Expressway 171  ist eine Schnellstraße in Südkorea, bestehend aus zwei Teilen. Der südliche Teil ist mehr eine Verbindung zwischen dem Expressway 153 die im Bau ist und Suwon mit 2 Kilometern Länge. Der nördliche Teil, der längere Abschnitt der Autobahn, geht von Suwon nach Seoul mit etwa 23 Kilometer Länge. Dabei überquert der nördliche Teil mehrere andere Autobahnen, hat aber keine Verbindung mit diesen. Die Autobahn ist mehr eine schnelle Verbindung zwischen der Stadt Suwon und der Metropole Seoul. Die Gesamtlänge beträgt 25 Kilometer.

## Straßenbeschreibung
Nordwestlich von Osan und südlich der Stadt Suwon beginnt der Expressway 171 mit einer Kreuzung mit dem Expressway 153, einer Autobahn von Pyeongtaek nach Ansan, die im Bau ist. Dieser Teil des Expressway 171 ist 2 Kilometer lang und endet südlich von Suwon.
Nördlich von Suwon beginnt der zweite Teil. Suwon ist eine Stadt mit ca. einer Million Einwohnern. Hier wird der Expressway 50 überquert, eine Ost-West-Autobahn von Seoul über Incheon nach Ansan an der Ostküste von Südkorea. Die Autobahn führt durch ein Wald- und Berggebiet und durch die Vororte der Stadt. Die Autobahn hat eine große Anzahl von Tunneln und eine Mautstelle nördlich von Suwon. In der Stadt Seongnam wird der Expressway 100 und der Expressway 1 gekreuzt, wobei es keine Verbindungen mit den anderen Autobahnen gibt. Im Süden von Seoul endet die Autobahn in einer städtischen Straße.

## Geschichte
Das Wachstum der Bevölkerung in der Region Seoul nahm stark zu, so dass die vorhandenen Autobahnen, insbesondere der Expressway 1, nicht mehr ausreichten. Im Jahr 2000 begann man deshalb mit dem Bau einer zusätzlichen Autobahn. Diese sollte die großen Vororte von Suwon nach Seoul anbinden, um den lokalen Pendlerverkehr vom Durchgangsverkehr zu trennen und eine direkte Verbindung zu schaffen. Der Bau des Expressway 171 begann im Jahr 2005 und wurde am 1. Juli 2009 mit dem längeren Teil von Suwon nach Seoul eröffnet. Am 29. Oktober 2009 wurde die kurze Strecke südlich von Suwon eröffnet.

## Eröffnungsdaten der Autobahn
| von       | nach      | Länge  | Datum      |
| --------- | --------- | ------ | ---------- |
| Heungdeok | Heolleung | 23 km  | 01.06.2009 |
| Osan-West | Annyeong  | 2,5 km | 29.10.2009 |

## Ausbau der Fahrbahnen
| von            | nach     | Länge  | Fahrspuren |
| -------------- | -------- | ------ | ---------- |
| Expressway 153 | Annyeong | 2,5 km | 2 × 2      |
| Heungdeok      | Godeung  | 18 km  | 2 × 2      |
| Godeung        | Heollung | 5 km   | 2 × 3      |